# Klippmangrove
Klippmangrove (Cerbera manghas) är en oleanderväxtart som beskrevs av Carl von Linné. Klippmangrove ingår i släktet Cerbera och familjen oleanderväxter.

## Underarter
Arten delas in i följande underarter:
- C. m. luteola
- C. m. acutisperma